# 卡尔·古斯塔夫 (伊森堡-比丁根)
卡尔·古斯塔夫（Carl Gustav；1875年9月11日—1941年5月15日），出生于法兰克福。伊森堡-比丁根亲王。伊森堡-比丁根亲王阿尔弗雷德与卡斯特尔-吕登豪森鲁特迦德女伯爵的长子。
1920年9月16日，卡尔·古斯塔夫在斯瓦岑贝格与利珀-比斯特费尔德伯爵尤利乌斯的孙女玛丽结婚，二人没有子嗣。
由于卡尔·古斯塔夫夫妇没有子嗣，而他的弟弟迪特尔王子只有三个女儿，所以卡尔·古斯塔夫亲王与1936年收养怀赫特斯巴赫系的奥托·弗里德里希为养子和继承人。